# Præsidentvalget i USA 1904
Præsidentvalget i USA 1904 var det 30. præsidentvalget, som blev afholdt tirsdag d. 8. november 1904. Den siddende republikanske præsident Theodore Roosevelt besejrede den demokratiske kandidat, Alton B. Parker. Roosevelts sejr gjorde ham til den første præsident, der steg til præsidentposten som følge af sin forgængers død, som derefter selv vandt en fuld periode.
Roosevelt blev svoret ind som præsident i september 1901 efter mordet på hans forgænger, William McKinley. Efter senator Mark Hanna's død i februar 1904 stod Roosevelt over for lidt modstand ved det republikanske konvent i 1904. De konservative Bourbon-demokratere, som havde været allieret med den tidligere præsident Grover Cleveland, genvandt midlertidigt kontrollen over det demokratiske parti fra tilhængerne af William Jennings Bryan. Derved blev Alton B. Parker — chefdommer ved domstollen i New York — nomineret som demokraternes præsidentkandidat ved det demokratiske konvent i 1904. Parker sejrede ved konventets anden afstemning og besejrede avismagnat William Randolph Hearst.
Da der var lille forskel på kandidaternes politiske positioner, var kampagne i store træk baseret på kandidaternes personligheder; Demokraterne argumenterede for, at Roosevelt-præsidentskab havde været præget af "vilkårlighed" og "uregelmæssighed". Republikanerne understregede Roosevelts succes i de udenrigspolitiske anliggender samt hans fasthed og bedrifter i forhold til bekæmpelsen af monopoler. Roosevelt besejrede let Parker og vandt alle amerikanske delstater med undtagelse af Sydstaterne. Parker mistede flere delstater, der var blevet vundet af Bryan i 1900, herunder hans hjemstat New York. To tredjepartiskandidater, Eugene V. Debs fra Socialistpartiet og Silas C. Swallow fra Forbudspartiet (engelsk: "Prohibition Party"), modtog hver over 1% af vælgerstemmerne. Roosevelts margin i forhold til vælgerstemmer på landsplan, på 18,8%, var den største siden James Monroes sejr i præsidentvalget i 1820. Med Roosevelts jordskredsejr blev han den første præsidentkandidat i amerikansk historie, der modtog mindst 300 valgmandsstemmer, hvor stemmerne ikke efterfølgende er blevet afvist.

## Yderligere læsning
- Gould, Lewis L. (1991). The Presidency of Theodore Roosevelt. Lawrence: University Press of Kansas. ISBN 0-7006-0435-9.0-7006-0435-9
- Harbaugh, William Henry (1961). Power and Responsibility: The Life and Times of Theodore Roosevelt. New York: Farrar, Straus and Cudahy.
- Morris, Edmund (2001). Theodore Rex. New York: Random House. ISBN 0-394-55509-0.0-394-55509-0 Biografi af Roosevelt i årene 1901–1909.
- Schlesinger, Arthur Meier og Fred L. Israel, red. Historien om amerikanske præsidentvalg, 1789-1968. Vol. 3. (1971), historien om kampagnen af William Harbaugh, med primære dokumenter.
- Skomager, Fred C. "Alton B. Parker: billederne af en forgyldt tids statsmand i en æra med progressiv politik" (MA -afhandling, Ohio State University, 1983) online .

### Primære kilder
- Republican Campaign Text-book, 1904 (1904), håndbog til republikanske talere og redaktionister; fuld af argumenter, taler og statistik online gratis
- Chester, Edward W En guide til politiske platforme (1977) online
- Porter, Kirk H. og Donald Bruce Johnson, red. Nationale partiplatforme, 1840-1964 (1965) online 1840-1956

## Eksterne links
- Præsidentvalg i 1904: En ressourcevejledning fra Library of Congress
- 1904 vælgerstemmer efter distrikt
- TheodoreRoosevelt.com
- Hvor tæt var valget i 1904? - Michael Sheppard, Massachusetts Institute of Technology
- Avisartikel om dommer Parker Nominering til præsident
- Avisartikel om præsident Roosevelt Nominering til præsident
- Præsidentvalget i 1904: optælling af vælgerstemmer Arkiveret 16. oktober 2015 hos  Wayback Machine